# بهترین ساعات با نیل پاتریک هریس
بهترین ساعات با نیل پاتریک هریس (به انگلیسی: Best Time Ever with Neil Patrick Harris) نام مجموعهٔ تلویزیونی زندهٔ آمریکایی ساخت شبکه ان‌بی‌سی با حضور نیل پاتریک هریس می‌باشد که خودش نیز مدیریت اجرایی این پروژه را به عهده دارد. بهترین ساعات با نیل پاتریک هریس برای اولین بار در ۱۵ سپتامبر ۲۰۱۵ اجرا شد.

## تولید
در ۲۷ اکتبر ۲۰۱۴ برای اولین بار اعلام شد که این مجموعه وارد تلویزیون خواهد شد و در ۱۰ مه ۲۰۱۵ ان‌بی‌سی به صورت رسمی آن را به خطوط برنامه‌هایش افزود. این شو از استودیوی کافمن آستوریا در نیویورک پخش می‌شود و بعداً اعلام شد که نیکول شرزینگر نیز به تیم خواهد پیوست.

## اپیزودها
| شم. | گویندهٔ مهمان   | ترانهٔ زنده                     | مهمان دیگر حاضر در صحنه          | تاریخ انتشار اصلی | ایالات متحدهٔ آمریکا تعداد بیننده (میلیون) |
| --- | -------------- | ------------------------------ | -------------------------------- | ----------------- | ----------------------------------------- |
| ۱   | ریس ویترسپون   | گلوریا گینور «زنده خواهم ماند» | کارسون دالی                      | ۱۵ سپتامبر ۲۰۱۵   | ۶٫۶۰۲                                     |
| ۲   | الک بالدوین    | بانی تایلر «کسوف کلی قلب»      | ست مایرز                         | ۲۲ سپتامبر ۲۰۱۵   | ۵٫۹۰۷                                     |
| ۳   | تایلر پری      | سیلو گرین "Forget You"         | مایکل لانگ                       | ۲۹ سپتامبر ۲۰۱۵   | ۵٫۹۹۲                                     |
| ۴   | شکیل اونیل     | گلوریا استفان "Conga"          | اندی کوهن، بتنی فرنکل و زکری لوی | ۶ اکتبر ۲۰۱۵      | ۴٫۴۵۲                                     |
| ۵   | جک بلک         | B-52s "Love Shack"             | مت لاور و ساوانا گاتری           | ۱۳ اکتبر ۲۰۱۵     | ۴٫۴۷۸                                     |
| ۶   | ریبا مک‌اینتایر | اومی «هلهله‌چی»                 | درو اسکات و جاناتان اسکات        | ۲۰ اکتبر ۲۰۱۵     | ۴٫۸۱۱                                     |
| ۷   | کلی ریپا       | Ray Parker Jr. "Ghostbusters"  | مریدیت ویرا                      | ۲۷ اکتبر ۲۰۱۵     | ۴٫۱۷۷                                     |